# 村松剛

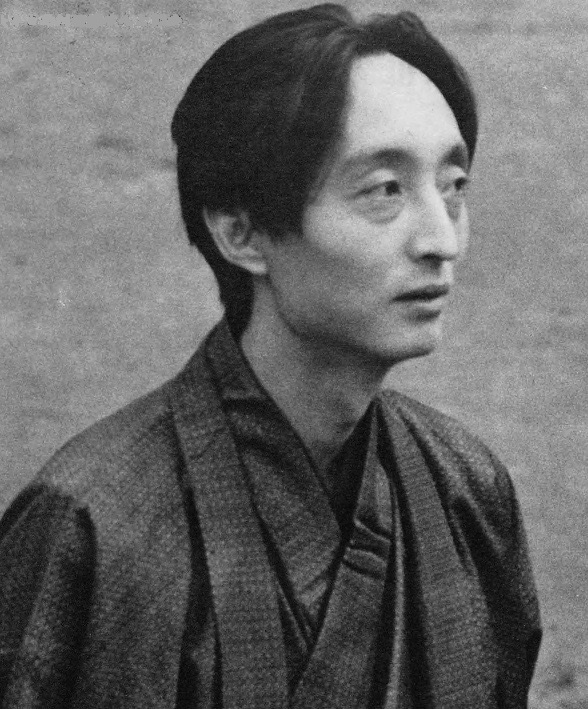
『婦人生活』1965年1月号より

村松 剛（むらまつ たけし、1929年3月23日 - 1994年5月17日）は、日本の評論家、フランス文学者。筑波大学名誉教授。立教大学、京都産業大学、筑波大学、杏林大学の各教授を歴任。

## 経歴
東京市小石川区目白台で、江戸時代から続く医家に生まれる。
父は精神医学者の村松常雄。母方の祖父は田部隆次。妹の村松英子と、姪の村松えりは女優。
東京高等師範学校附属中学校（現・筑波大学附属中学校・高等学校）から第一高等学校理科を経て、1954年に東京大学文学部仏文学科卒業し、同大学院に進み、ヴァレリーを研究する傍ら、「世代」「現代評論」同人として活躍。1955年、服部達や遠藤周作と共にメタフィジック批評を提唱。1958年、佐伯彰一たちと共に「批評」を創刊し、ヴァレリー論を連載。1961年には尾崎秀樹、武蔵野次郎が創立した「大衆文学研究会」に編集委員として参加。
1961年、イスラエルでアイヒマン裁判を傍聴。1962年アルジェリア独立戦争に従軍。1969年、立教大学に勤務していたが、学園紛争に対する大学当局の対応を巡り争いとなり、同大学を懲戒免職になる（下記注参照）。
1970年11月25日、親の代から家族ぐるみで親交があった三島由紀夫の自決（三島事件）に遭う、裁判では被告側証人に立った。
1971年4月に行われた東京都知事選挙では、元警視総監の秦野章の推薦人に名を連ねた。同年、京都産業大学外国語学部教授に就任。
1975年、筑波大学教授に就任。同年、「死の日本文學史」で、第4回平林たい子賞を受賞。
1981年10月27日、「元号法制化実現国民会議」を改組する形で、「日本を守る国民会議」の結成式が行われた。村松は井深大や宇野精一らとともに結成式の呼びかけ人に名を連ねた。
1982年、フランス政府より教育功労章オフィシェを受章。木戸孝允の大作評伝「醒めた炎」（1979年から1987年にかけ日本経済新聞「日曜版」に長期連載）で第35回菊池寛賞を受賞。
1990年10月27日、平成の天皇即位礼を控え、保守言論人として天皇制支持者の言論人として、革労協により自宅（筑波大学教員として入居していた官舎）が爆破炎上される事件を起こされている。コーチや設立者の戸塚宏が逮捕されたりマスコミに叩かれたりしていた戸塚ヨットスクールへの擁護者の一人としても知られた。
喉頭癌と長年闘病しつつ執筆活動をしたが、1994年5月17日に死去。65歳没。叙従四位、勲三等瑞宝章追贈。

## 立教大学解雇のいきさつ
村松は1967年に立教大学文学部助教授、1969年4月に同教授となったが、この頃一般教育部の2教員の文学部仏文科移籍人事をきっかけとして学内紛争が起こった。1969年5月15日の文学部集会で教授会側が文学部の全共闘系学生の要求を容れて、仏文科問題に関する限り「大衆団交」の席で教授会と学生が合意した事項を学部の正式決定事項とするとの確認書が交わされた。これに反発した村松は5月18日に退職願を学部長に提出したが保留扱いとなり、その後4回開かれた団交に村松が出席せず、報道機関を通して立教大学の紛争を批判する意見を発表したことから、6月2日から6月3日にかけての団交の席上、教授会と学生の合意の形で村松の懲戒免職が決定された。ただし、その際に教授会側は定足数に達していなかったので、翌6月4日の臨時教授会で懲戒免職が事後決定した。なお三島由紀夫はこの事件を契機として同年6月23日に「村松剛氏を励ます会」を開催している。

## 人物
1968年2月26日に成田市で、成田空港問題を巡って三派全学連が警察部隊と衝突するという、三里塚闘争過激化の端緒となる事件が発生した（第1次成田デモ事件）。これに対しインドネシアなどでの学生運動を直に見てきた村松は、言論の自由がある日本社会に甘えて自分たちの姿をマスコミにクローズアップさせようとしている、衝動的で思考力が足りず論理的に考え抜いた行動でない、などとして学生らを「甘ったれ根性」と厳しく批判した。

## 著書
- 『大量殺人の思想』（文藝春秋新社） 1961年
- 『ナチズムとユダヤ人』（角川新書） 1962年、角川文庫 1973年
- 『アルジェリア戦線従軍記』（中央公論社） 1962年
- 『文学と詩精神』（南北社） 1963年
- 『女性的時代を排す』（文藝春秋新社） 1963年
- 『ユダヤ人 - 迫害・放浪・建国』（中公新書） 1963年
- 『古代の光を求めて - 西欧の源流』（角川新書） 1964年
- 『教養としてのキリスト教』（講談社現代新書） 1965年
- 『日本の回復』（番町書房） 1965年
- 『ユダと美神』（講談社） 1966年
- 『ド・ゴール』（講談社現代新書） 1967年
- 『ジャンヌ・ダルク 愛国心と信仰』（中公新書） 1967年
- 『アメリカの憂欝』（読売新聞社） 1967年
- 『評伝 ポール・ヴァレリー』（筑摩書房） 1968年、新装版1978年
- 『戦後の神話』（日本教文社） 1968年
- 『歴史とエロス』（新潮社） 1970年
- 『動乱のヒーロー』（日新報道） 1971年
- 『三島由紀夫 - その生と死』（文藝春秋） 1971年
- 『中東戦記』（文藝春秋） 1972年
- 『三匹目の仔豚』（日本交通公社、ベルブックス） 1972年
- 『評伝アンドレ・マルロオ』（新潮選書） 1972年、中公文庫 1989年
- 『現代おんな大学』（浪曼） 1974年
- 『日本近代の詩人たち - 象徴主義の系譜』（サンリオ、サンリオ選書[8]） 1975年
- 『死の日本文學史』（新潮社） 1975年、角川文庫 1981年、中公文庫 1994年
- 『私の「正論」』（日本教文社） 1976年
- 『察しあいの世界 - 日本人の何が「不可解」か』（プレジデント社） 1977年
- 『帝王後醍醐 - 「中世」の光と影』（中央公論社） 1978年、中公文庫 1981年
- 『国際テロの時代』（高木書房） 1978年
- 『歴史に学ぶ - 激動期を生きた人々』（日本教文社） 1981年
- 『血と砂と祈り - 中東の現代史』（日本工業新聞社、大手町ブックス） 1983年、中公文庫 1987年
- 『アンドレ・マルロオとその時代』（角川書店、角川選書） 1985年
- 『豊かな社会の相続人たち - 自前の精神を先人の足跡に学ぶ』（日本教文社） 1985年
- 『醒めた炎 - 木戸孝允伝』上・下（中央公論社） 1987年、中公文庫（全4巻、解説佐伯彰一） 1991年
- 『日本人と天皇』（PHP研究所） 1989年　※-各・電子書籍化
- 『三島由紀夫の世界』（新潮社） 1990年、新潮文庫 1996年※ - 解説ロマノ・ヴルピッタ
- 『日本を国家と呼べるのか』（PHP研究所） 1991年　※
- 『保護領国家 日本の運命』（PHP研究所） 1992年　※
- 『湾岸戦記』（学研） 1993年、学研M文庫 2002年 - 解説森本敏
- 『西欧との対決 - 漱石から三島、遠藤まで』（新潮社） 1994年
- 『世界史の中の日本 - 危機の指導者群像』（PHP研究所） 1995年 - 未完作（あとがき村松聡、解説入江隆則[9]）※
- 『新版 ナチズムとユダヤ人 - アイヒマンの人間像』（角川新書、あとがき村松聡） 2018年 ※

### 共著
- 『日本をみつめる　美しき日本の再建のために1』（日本教文社） 1973年 - 講演を収録
- 『浪漫人三島由紀夫』（浪漫） 1973年 - 林房雄と対談「三島由紀夫 その理想と行動」
- 『渇愛の時代』（高田好胤、読売新聞社） 1974年、角川文庫 1978年、東方出版 2006年
- 『昭和史の天皇・日本』（日本教文社） 1975年 - 福田恆存・戸田義雄との座談を収録
- 『元号 - いま問われているもの』（日本教文社） 1977年 - 講演を収録
- 『日本文化を考える 村松剛対談集』（日本教文社） 1979年 - 会田雄次・ドナルド・キーンほか全8名との対談
- 『宰相の系譜 - 時代を刻んだ男たちの言行録』（廣済堂出版、廣済堂ブックス） 1983年
- 『一つの時代の終りに - 世界史のなかの近代日本』（勝田吉太郎と対談、日本教文社、教文選書） 1986年
- 『民族とは何か』（山本七平、徳間書店） 1992年 - 渡部昇一と回想対談

## 翻訳
- 『死はわが職業』（ロベール・メルル、大日本雄弁会講談社） 1957年、角川文庫 1965年、講談社 1971年
- 『民族社会主義革命：ハンガリヤ十年の悲劇』（フェレンツ・フェイト、橋本一明・清水徹共訳、近代生活社） 1957年
- 『二十世紀文学の決算』（R・M・アルベレース、紀伊國屋書店、現代文芸評論叢書） 1958年
- 『芸術批評』（アンドレ・リシャール、白水社、文庫クセジュ） 1959年 - 度々再版
- 『テレーズ・デスケイルウ』（フランソワ・モーリアック、角川文庫） 1964年
- 『キリストは死んだか』 （ジョー・D・ブラウン編、タイムライフ・インターナショナル） 1969年
- 『おおエルサレム!：アラブ＝イスラエル紛争の源流』（ドミニク・ラピエール / ラリー・コリンズ 共著）

各 上・下：早川書房 1974年、ハヤカワ文庫 1980年／新版・KADOKAWA、2024年（電子書籍も同時刊）

## 評伝
- 神谷光信『村松剛 保守派の昭和精神史』 法政大学出版局、2023年。ISBN 978-4588460203